# Napoleon Victor Bonaparte

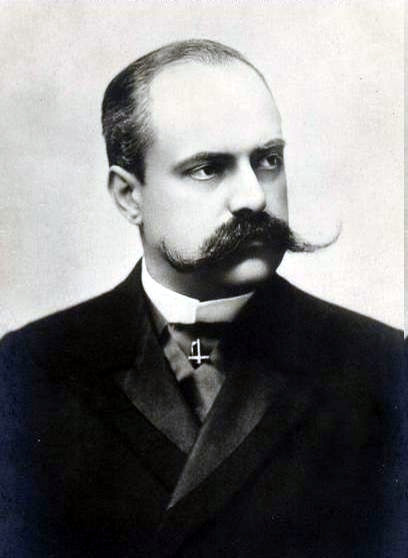
Napoleon Victor Bonaparte

Napoleon Victor Jérôme Frédéric Bonaparte (Parijs, 18 juni 1862 – Brussel, 3 mei 1926) was de oudste zoon van Napoleon Jozef Karel Paul Bonaparte en Maria Clothilde van Savoye, dochter van Victor Emanuel II van Italië. Zijn grootvader Jérôme Bonaparte was een broer van keizer Napoleon I.
Hij werd in het testament van de prince impérial Napoleon Eugène aangewezen als diens opvolger als hoofd van het Keizerlijk Huis Bonaparte, hoewel Napoleon Jozef Karel Paul officieel als zodanig gold. In 1884 verklaarde hij zichzelf tot kandidaat voor de troon. Datzelfde jaar was hij gebrouilleerd geraakt met zijn vader, wiens democratiserende opvattingen hij afkeurde.
Victor trad op 14 november 1910 op het kasteel Moncalieri nabij Turijn, Italië, in het huwelijk met prinses Clementine van België, dochter van Leopold II en koningin Maria Hendrika. Dit huwelijk was omstreden omdat de vader van de bruid zijn zegen niet had willen geven. Het paar moest wachten tot de dood van de koning.
Na zijn vaders dood in 1891 werd hij door de meeste bonapartisten als familiehoofd erkend, hoewel sommige zijn jongere broer Lodewijk prefereerden. Hij stierf op 3 mei 1926 te Brussel.
Uit zijn huwelijk met Clementine kwamen twee kinderen voort:
- Marie Clotilde Eugénie Alberte Laetitia Généviève (1912-1996), gehuwd met Serge de Witt
- Lodewijk Jérôme Victor Emanuel Leopold Marie (1914-1997)

## Voorouders
| Voorouders van Napoleon Victor Bonaparte | Voorouders van Napoleon Victor Bonaparte                                                      | Voorouders van Napoleon Victor Bonaparte                                                      | Voorouders van Napoleon Victor Bonaparte                                                      | Voorouders van Napoleon Victor Bonaparte                                                      | Voorouders van Napoleon Victor Bonaparte                                                      | Voorouders van Napoleon Victor Bonaparte                                                      | Voorouders van Napoleon Victor Bonaparte                                                      | Voorouders van Napoleon Victor Bonaparte                                                      |
| ---------------------------------------- | --------------------------------------------------------------------------------------------- | --------------------------------------------------------------------------------------------- | --------------------------------------------------------------------------------------------- | --------------------------------------------------------------------------------------------- | --------------------------------------------------------------------------------------------- | --------------------------------------------------------------------------------------------- | --------------------------------------------------------------------------------------------- | --------------------------------------------------------------------------------------------- |
| Overgrootouders                          | Carlo Maria Buonaparte 1746-1785) ∞ Maria Laetitia Ramolino (1750-1836)                       | Carlo Maria Buonaparte 1746-1785) ∞ Maria Laetitia Ramolino (1750-1836)                       | Frederik I van Württemberg (1754-1816) ∞ Augusta Caroline van Brunswijk (1764-1788)           | Frederik I van Württemberg (1754-1816) ∞ Augusta Caroline van Brunswijk (1764-1788)           | Karel Albert van Sardinië (1798-1849) ∞ Maria Theresia van Toscane (1801-1855)                | Karel Albert van Sardinië (1798-1849) ∞ Maria Theresia van Toscane (1801-1855)                | Reinier van Oostenrijk (1783-1853) ∞ Elisabeth van Savoye-Carignano (1800-1856)               | Reinier van Oostenrijk (1783-1853) ∞ Elisabeth van Savoye-Carignano (1800-1856)               |
| Grootouders                              | Jérôme Bonaparte (1784-1860) ∞ Catharina van Württemberg (1783-1835)                          | Jérôme Bonaparte (1784-1860) ∞ Catharina van Württemberg (1783-1835)                          | Jérôme Bonaparte (1784-1860) ∞ Catharina van Württemberg (1783-1835)                          | Jérôme Bonaparte (1784-1860) ∞ Catharina van Württemberg (1783-1835)                          | Victor Emanuel II van Italië (1773-1850) ∞ Adelheid van Oostenrijk (1822–1855)                | Victor Emanuel II van Italië (1773-1850) ∞ Adelheid van Oostenrijk (1822–1855)                | Victor Emanuel II van Italië (1773-1850) ∞ Adelheid van Oostenrijk (1822–1855)                | Victor Emanuel II van Italië (1773-1850) ∞ Adelheid van Oostenrijk (1822–1855)                |
| Ouders                                   | Napoleon Jozef Karel Paul Bonaparte (1822-1891) ∞ 1859 Maria Clothilde van Savoye (1843-1911) | Napoleon Jozef Karel Paul Bonaparte (1822-1891) ∞ 1859 Maria Clothilde van Savoye (1843-1911) | Napoleon Jozef Karel Paul Bonaparte (1822-1891) ∞ 1859 Maria Clothilde van Savoye (1843-1911) | Napoleon Jozef Karel Paul Bonaparte (1822-1891) ∞ 1859 Maria Clothilde van Savoye (1843-1911) | Napoleon Jozef Karel Paul Bonaparte (1822-1891) ∞ 1859 Maria Clothilde van Savoye (1843-1911) | Napoleon Jozef Karel Paul Bonaparte (1822-1891) ∞ 1859 Maria Clothilde van Savoye (1843-1911) | Napoleon Jozef Karel Paul Bonaparte (1822-1891) ∞ 1859 Maria Clothilde van Savoye (1843-1911) | Napoleon Jozef Karel Paul Bonaparte (1822-1891) ∞ 1859 Maria Clothilde van Savoye (1843-1911) |
| Napoleon Victor Bonaparte (1862-1926)    |                                                                                               |                                                                                               |                                                                                               |                                                                                               |                                                                                               |                                                                                               |                                                                                               |                                                                                               |

- Biblioteca Nacional de España: XX4727414
- Bibliothèque nationale de France: cb15545610q (data)
- Gemeinsame Normdatei: 102280398
- International Standard Name Identifier: 0000 0000 7848 6961
- Library of Congress Control Number: no2007068820
- Nationale Bibliotheek van Israël: 987007592369005171
- Nederlandse Thesaurus van Auteursnamen: 093252420
- SNAC: w6gr78b6
- Système universitaire de documentation: 060109920
- Virtual International Authority File: 120176208
- WorldCat: E39PBJdgYyg3CCKvPf7mJrFMyd

Napoleon I · Napoleon II · Jozef · Lodewijk · Napoleon III · Napoleon Eugène Lodewijk · Napoleon Jozef Karel Paul · Napoleon Victor · Lodewijk · Charles Bonaparte